# Ōtomo no Koteko
Ōtomo no Koteko, född okänt år, död efter 587, var en japansk kejsarinna (587-592), gift med kejsar  Sushun. 